# Estadio del Príncipe Louis Rwagasore
El Estadio Intwari, conocido hasta el 1 de julio de 2019 como Estadio del Príncipe Louis Rwagasore, (en francés: Stade du Prince Louis Rwagasore) es un estadio de usos múltiples en la ciudad de Buyumbura, la capital del país africano de Burundi. Actualmente se utiliza sobre todo para los partidos de fútbol. El estadio tiene capacidad para recibir hasta un aproximado de 22.000 espectadores. Lleva el nombre de la ex primer ministro de Burundi y héroe de la independencia, Louis Rwagasore, quien fuese hijo de un rey local.